# Ormbunksrotfjäril
Ormbunksrotfjäril Korscheltellus fusconebulosus är en fjärilsart som först beskrevs av den svenske entomologen Charles De Geer 1778. Enligt Catalogue of Life är det vetenskapliga namnet istället Hepialus fusconebulosa   Ormbunksrotfjäril ingår i släktet Korscheltellus, och familjen rotfjärilar, Hepialidae. Arten är reproducerande i Sverige.
Sju underarter finns listade i Catalogue of Life, Hepialus fusconebulosa askoldensis Staudinger, 1887, Hepialus fusconebulosa centralis Viette, 1959, Hepialus fusconebulosa hyperboreus Valle, 1932, Hepialus fusconebulosa pyreneensis Viette, 1959, Hepialus fusconebulosa richthofeni Bang-Haas, 1939, Hepialus fusconebulosa shetlandicus Viette, 1959 och Hepialus fusconebulosa vosgesiacus Viette, 1959.

## Bildgalleri

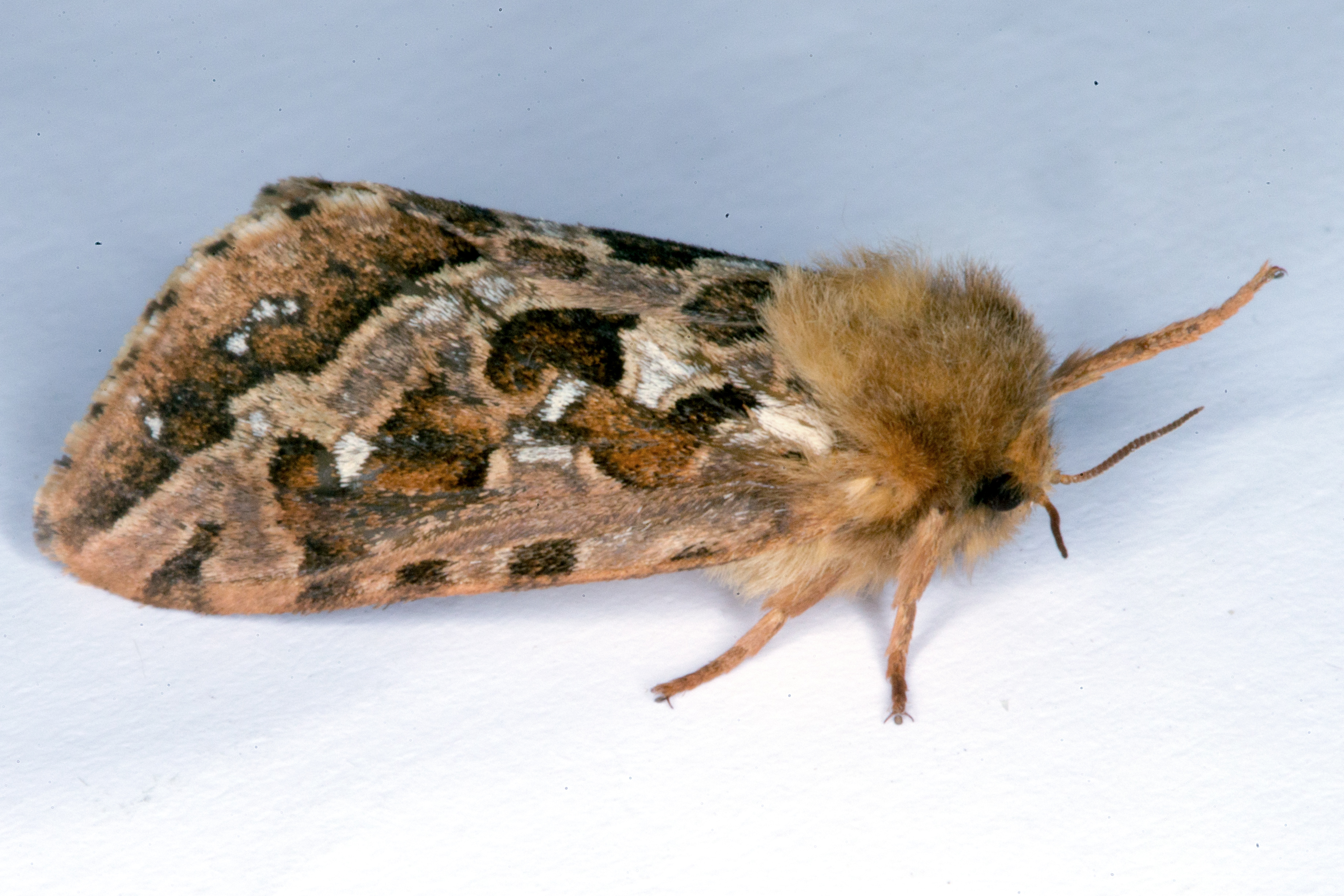
Imago fjäril
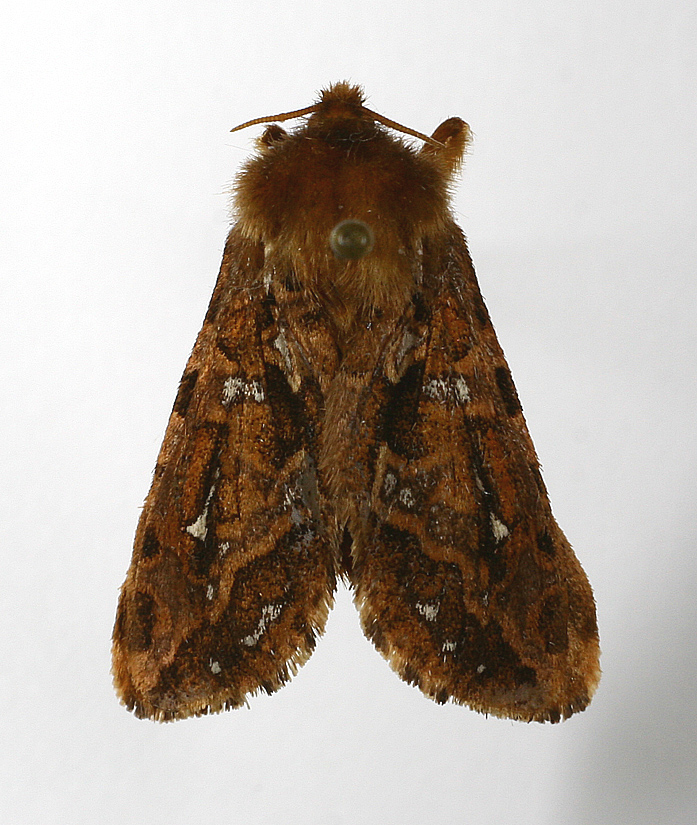
Imago fjäril
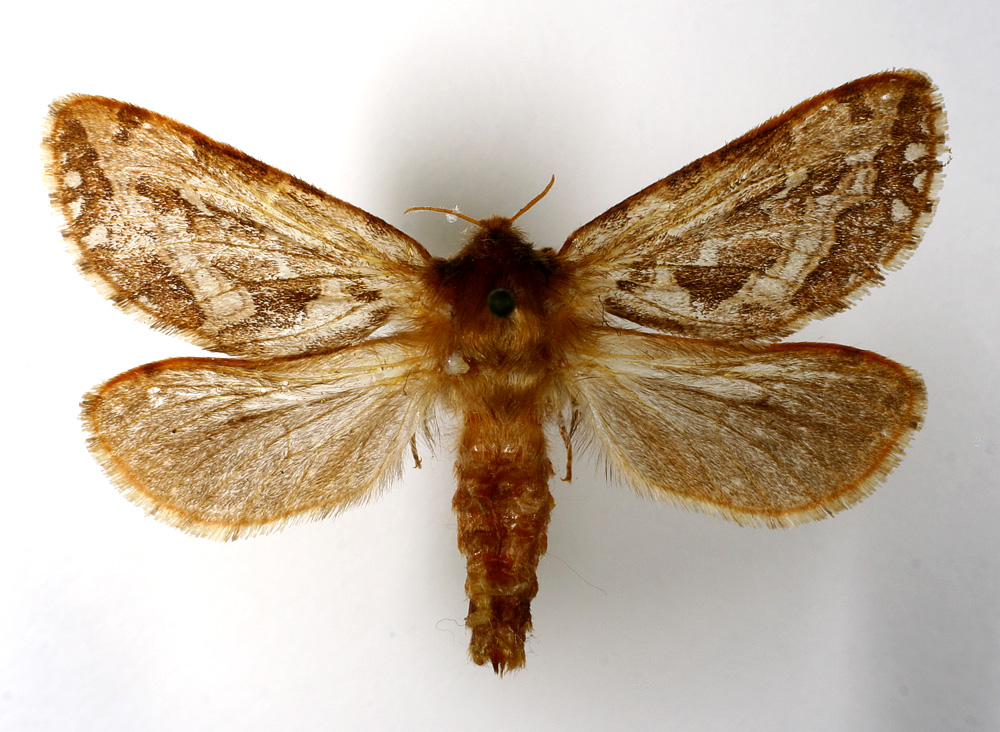
Preparerad fjäril